# Walter von Reichenau
Walter von Reichenau (8 de outubro de 1884, Karlsruhe  – 17 de janeiro de 1942, Rússia) foi um marechal-de-campo do exército alemão durante a II Guerra Mundial.
Filho de um general prussiano, Reichenau entrou para o exército em 1902 e lutou na frente ocidental da I Guerra Mundial, onde recebeu a Cruz de Ferro e chegou ao fim do conflito como capitão. Permanecendo no exército, serviu no período entre guerras sob diversos comandos da República de Weimar e em 1932 conheceu Adolf Hitler através de um tio, um ardente nazista, e se converteu à causa, entrando para o Partido.
Quando Hitler chegou ao poder em 1933 e o general Werner von Blomberg assumiu o Ministério da Guerra, Reichenau assumiu a função de chefe de gabinete do ministro, servindo como oficial de ligação entre o exército e o Partido Nazista. Ele desempenhou o papel principal na persuasão de líderes nazistas como Hermann Goering e Heinrich Himmler de que o nazismo só poderia ter apoio do exército se o poder das SA, a força para-militar de Ernst Röhm, fosse quebrado na Alemanha, fato que acabaria levando à Noite das Longas Facas em junho de 1934.
Em 1935, Reichenau foi promovido a tenente-general e recebeu um comando em Munique. Três anos depois, quando Blomberg  foi demitido por Hitler da chefia do exército, ele era a primeira escolha do Führer, mas seu nome foi vetado por oficiais mais antigos como Gerd von Rundstedt , que se recusou a servir sob o comando de Reichenau e seu entusiasmado discurso politizado nacional-socialista.
Reichenau foi promovido a marechal-de-campo em 1940, após comandar com sucesso dois exércitos diferentes durante as invasões da Polônia, França e Bélgica. Em 1941, ele comandou o 6.º Exército – que seria destruído em Stalingrado em 1943 sob outro comandante -  durante a Operação Barbarossa, conquistando as cidades russas de Kiev e Kharkov. Seu antissemitismo exacerbado era demonstrado em seu apoio total aos SS Einsatzgruppen, os grupos de extermínio da SS que atuavam nos territórios soviéticos ocupados contra judeus e civis russos. Reichenau encorajava as atrocidades contra os judeus, ordenando a seus soldados: "nesta frente oriental, o soldado alemão não é apenas um homem que luta de acordo com as regras da arte da guerra (…) por esta razão o soldado precisa aprender a necessidade das severas mas justas retribuições que precisam ser distribuídas às diferentes espécies sub humanas do Judaísmo". Entre outras ordens, Reichenau determinou a seus soldados que executassem qualquer civil russo encontrado em viagem pelos territórios ocupados sem salvo conduto e distante de sua cidade ou aldeia natal.
Por estes motivos ele era um dos favoritos de Hitler, que tentou colocá-lo como comandante em chefe da Wehrmacht em novembro de 1941, quando o general Walther von Brauchitsch foi exonerado do cargo, mas mais uma vez os oficiais mais antigos se rebelaram por consideraram Reichenau “muito político” e ao invés disso o próprio Hitler assumiu o posto, que manteria até a derrota final.
Em janeiro de 1942, durante os combates de inverno da frente russa, Walter von Reichenau sofreu um derrame e foi removido para a Alemanha para melhor tratamento, mas nunca chegou ao destino. Sua morte tem duas versões: a de que teria morrido na queda do avião em solo russo ou que o avião teria feito apenas um pouso de emergência e ele morrido de um ataque cardíaco em conseqüência.